# (3118) Claytonsmith
(3118) Claytonsmith (1974 OD) – planetoida z grupy pasa głównego asteroid okrążająca Słońce w ciągu 5,29 lat w średniej odległości 3,03 j.a. Odkryta 19 lipca 1974 roku.